# Tessloff Verlag

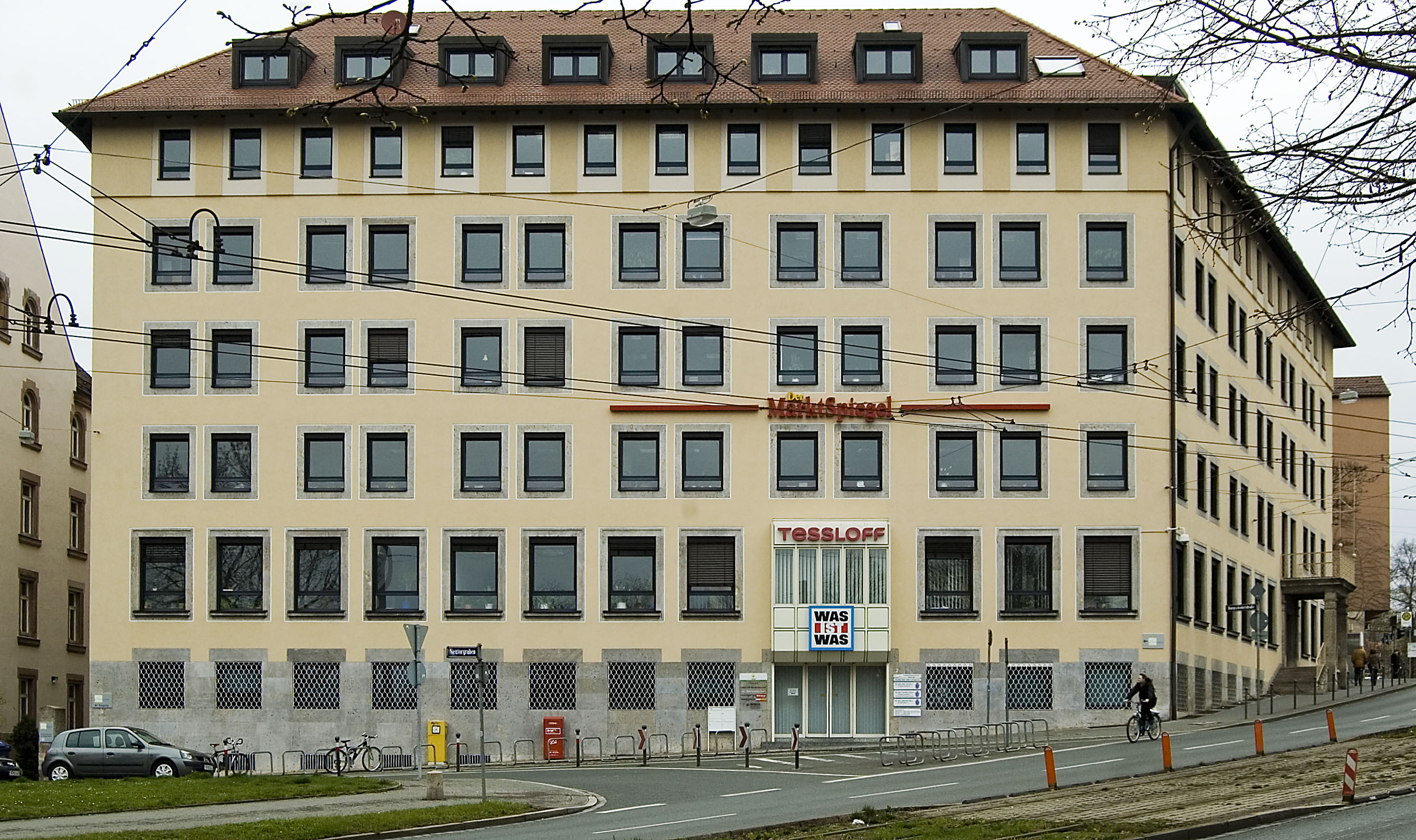
Sitz des Verlags in Nürnberg

Der Tessloff Verlag mit Sitz in Nürnberg ist unter anderem durch die Kindersachbuchreihe Was ist was bekannt. Er gehört zum Medienunternehmen Müller Medien.

## Geschichte
Am 14. September 1956 gründete Ragnar Tessloff, ein Hamburger Verlegersohn, den Verlag, zunächst unter dem Namen „Neuer Tessloff Verlag“. Ab 1967 wurde dann unter dem Namen Tessloff Verlag publiziert, wobei bis 1971 parallel dazu noch unter dem alten Namen (Neuer Tessloff Verlag) Veröffentlichungen stattfanden.
Zunächst gab er amerikanische Comics zu Fernsehserien wie Tom und Jerry, Hucky und seine Freunde, Familie Feuerstein, Die Jetsons, Lassie, Fury und Mike Nelson in deutscher Sprache heraus. Während einer Reise durch die USA entdeckte er dann die Kindersachbuchreihe How and Why und schloss 1959 die ersten Lizenzverträge. Ab 1961 wurde die Reihe Was ist was auf dem deutschen Markt angeboten – zunächst als Monatszeitschrift, ab 1963 dann als Hardcover-Ausgaben im Buchhandel. In den 1970er Jahren gab Tessloff die Phono-Märchenbuchreihe Das sprechende Buch heraus. Ende der 1980er Jahre wurde das Unternehmen von der vor allem im Telefonbuchgeschäft aktiven fränkischen Müller Medien Gruppe übernommen und verlegte 1989 seinen Geschäftssitz von Hamburg nach Nürnberg.
Der Verlag ist Mitglied im Börsenverein des Deutschen Buchhandels.

## Verlagsprogramm
Die bekannteste Marke des Verlags ist Was ist was. Der Verlag entwickelt die Marke seit Beginn des neuen Jahrtausends mit einer Fernsehserie, DVDs, Hörspielen, Apps, E-Books und der Was ist was Alexa Skill multimedial weiter. Die Buchreihe selbst trägt den veränderten Seh- und Lesegewohnheiten der Kinder ebenfalls Rechnung. Seit Oktober 2013 erscheinen die Bände der Sachbuchreihe für Kinder ab 8 Jahren inhaltlich und gestalterisch neu konzipiert.
Sukzessive erweiterte der Verlag die Altersgruppe der traditionsreichen Marke um die Reihen Was ist was Junior für die 4- bis 7-Jährigen (seit 2007) und Was ist was mini (2010–2016) und der Nachfolger Was ist was Kindergarten (seit 2016) für Kinder ab 3 Jahren. Seit den 1980er Jahren bietet das Unternehmen Beschäftigungsbücher für Kinder im Kindergarten- und Grundschulalter an. Dazu gehören unter anderem Malbücher und Stickerhefte. Die Lernhilfen-Reihen des Verlags für die Vor- und Grundschule heißen Fit für die Schule und Lernstern. Stoff-, Bilder- und Pappebücher finden sich in der Reihe miniwelt (bis 2016) und dem Label Pappebuch (seit Herbst 2016), die sich an Babys und Kleinkinder richten und sich an den einzelnen Entwicklungsstufen orientieren. Die Reihe Was ist was Erstes Lesen geht mit einer großen Fibelschrift und einem übersichtlichen Layout speziell auf die Bedürfnisse von Leseanfängern ein. Seit 2020 ergänzt die Reihe Wissenschaften easy das Verlagsprogramm, in der Themen aus Physik, Informatik, Biologie, Mathe und Chemie behandelt werden. Im Jahr 2024 wendete sich Tessloff auch wieder den Comics zu – im Oktober 2024 startete eine Wissenscomics-Reihe in Zusammenarbeit mit Egmont BÄNG! Comics. Zielgruppe sind Kinder von 8–13 Jahren.
Außerdem werden die Mosaik-Sammelbände der bekannten DDR-Bildergeschichten mit den Digedags von Tessloff herausgegeben.
Von 2013 bis 2017 erschienen im Verlag Bücher mit TING-Technologie, insbesondere zahlreiche Was-ist-was-Junior-Bände. Durch Antippen mit dem TING-Hörstift ertönen unter anderem atmosphärische Geräusche. Reime, interaktive Spiele und eine Vorlesefunktion verleihen den Büchern so Hörspielcharakter.
Seit Juli 2018 gibt es den von Tessloff entwickelten digitalen Hörstift BOOKii, der die Produkte des Verlags mit digitalen Inhalten ergänzt. Dazu gehören zum Beispiel lustige Dialoge, atmosphärische Geräusche, interaktive Spiele und eine Vorlesefunktion. Die Aufnahmefunktion und separate Sticker sollen den Kindern viel Freiraum für die eigene Kreativität ermöglichen. Bei BOOKii handelt es sich um ein offenes System, das heißt auch von anderen Verlagen werden mittlerweile BOOKii-Produkte angeboten.
Im Januar 2018 veröffentlichte der Tessloff Verlag erstmals auch erzählende Kinderbücher. In der Reihe Der kleine Major Tom dreht sich alles um die Erlebnisse des kleinen Majors Tom, seiner Freundin, der jungen Astronautin Stella und der Roboterkatze Plutinchen. Ideengeber ist der Sänger und Autor Peter Schilling mit seinem Welterfolg Major Tom (völlig losgelöst). Seit Oktober 2018 sind die Abenteuer auch
als Hörspiele auf dem Markt. Im Herbst 2020 erweiterte der Verlag den Bereich des erzählenden Kinderbuchs. Die Reihe #Datendetektive von Jaromir Konecny befasst sich mit den Themen künstliche Intelligenz und Robotik. Im Juni 2021 startete die Reihe Der kleine Medicus von Dietrich Grönemeyer.
2024 erfand Tessloff seine Marke Was-ist-Was neu: Konzept und Text wurden vollkommen überarbeitet, sodass es sich mehr an der heutigen Zielgruppe orientiert. 2024 und 2025 erscheinen dafür je 15 Titel, darunter aktuelle Themen wie „Demokratie“ und „Grüne Energie“. Verschiedene Textgattungen wie Reportage-Einheiten und Interviews, Bilder und Infografiken werden verwendet, um unterschiedliche Einstiegsmöglichkeiten zu bieten. In den folgenden Jahren sollen je zwei weitere Bände der neuen Reihe erscheinen. Die klassische Was-ist-Was Reihe wird dafür eingestellt. Mitsamt der Neukonzeption folgte auch ein eigener Instagramkanal für die Reihe. In den Katalogen unterscheidet Tessloff Was-ist-Was: Das Original (die Neuauflage) und Was-ist-Was: Der Klassiker (die alte Reihe).

## Auszeichnungen
- 2019: Comenius-EduMedia-Award für das BOOKii Starter-Set „Hören und Staunen Heimische Vögel“[17]
- 2020: Deutscher Verlagspreis (undotiertes Gütesiegel)[18][19]
- 2025: Deutscher Preis für Unternehmensengagement in der Kategorie „Gemeinsam für Demokratie und Menschenrechte“[20]

## Filme
- Der Tessloff-Verlag aus Nürnberg. Videoreportage, 4:23 Min., Frankenschau (BR), am 14. Januar 2018 (Online; alternativ: Video bei YouTube)